# Перальта-де-Каласанс
Перальта-де-Каласанс (ісп. Peralta de Calasanz, кат. Peralta i Calassanç) — муніципалітет в Іспанії, у складі автономної спільноти Арагон, у провінції Уеска. Населення — 232 особи (2009).
Муніципалітет розташований на відстані близько 380 км на північний схід від Мадрида, 70 км на схід від Уески.
На території муніципалітету розташовані такі населені пункти: (дані про населення за 2009 рік)
- Каласанс: 60 осіб
- Куатрокорс: 3 особи
- Габаса: 14 осіб
- Перальта-де-ла-Саль: 158 осіб

## Демографія
Динаміка населення (INE ):